# 耶律欲穩
耶律欲穩（?—926年）字轄剌幹，突呂不部人。契丹人。辽国军事人物。

## 经历
祖父耶律臺押，遙輦時為北邊拽剌。簡獻皇後與諸子之罹難时，曾经依靠耶律臺押防卫。辽太祖思念他的功劳不忘，又认为耶律欲穩庄重有濟世的誌向，就命他掌管司近部，以遏止諸皇族窺覬之想。耶律欲穩見到自己受器重，更感奮思報。辽太祖刚开始置宮分以自衛，欲穩率門客首先保卫宮籍。辽太祖更嘉奖他的忠诚，下詔让臺押配享廟廷。后来平定耶律剌葛等叛亂，因功遷任奚叠剌部夷離堇。從征渤海国有功。天顯初年去世。後諸帝以太祖與欲穩的关系做為典故，往往取其子孫為友。宮分中稱「八房」，都是他的後代。

## 家属
弟耶律霞裏，終奚六部禿裏。

## 延伸阅读
[在维基数据编辑]
 《遼史/卷73》，出自脱脱《遼史》